# Institut de criminologie et sciences humaines
 (novembre 2021).
L’Institut de criminologie et sciences humaines, souvent abrégé par son sigle ICSH, est un institut de recherche portant sur le champ de la criminologie, qui est rattaché à l'université Rennes-II.

## Histoire
La structure a été créée en 2002 à l'initiative de Loïck Villerbu. Un DESS de clinique criminologique avait déjà été établi dès 1999 dans l'université. En octobre 2004, l'institut emménage dans ses locaux actuels sur le campus de Villejean à Rennes.

## Activités de formation et de recherches

### Recherche
Une dizaine de chercheurs sont rattachés à la structure.
Deux équipes d'accueil de l'université y sont rattachées :
1. Le laboratoire de cliniques psychologiques, psychopathologies et criminologies (LCPPC), composante de l'équipe d'accueil 2242 « psychopathologie et champs cliniques » ;
2. Le laboratoire armoricain universitaire de psychologie sociale (LAUREPS), composante de l'équipe d'accueil 1285 « centre de recherches en psychologie, cognition et communication » (CRPCC).

L'institut structure ses activités autour de quatre axes :
1. Construction du jugement et des systèmes d'influence en justice ;
2. Sexualités, déviances et délinquances ;
3. Investigations et évaluations socio-judiciaires ;
4. Gestion des situations de crise (médiation).

### Enseignement
Par le biais de l'université Rennes-II, un master de psychologie mention psycho-criminologie et victimologie est proposé. Celui-ci s'adresse aux étudiants en formations initiales autant qu'aux professionnels (gendarmes, magistrats…).